# بقباقة (سيدي حمد الزراد)
بقباقة هو دُوَّار يقع بجماعة عرباوة، إقليم القنيطرة، جهة الرباط سلا القنيطرة في المملكة المغربية. ينتمي الدوّار لمشيخة سيدي حمد الزراد التي تضم 3 دواوير. يقدر عدد سكانه بـ 1500 نسمة حسب الإحصاء الرسمي للسكان والسكنى لسنة 2004.

## روابط خارجية
- البوابة الوطنية للجماعات الترابية نسخة محفوظة 12 مارس 2018 على موقع واي باك مشين.
- المندوبية السامية للتخطيط